# Curtis Stigers
Curtis Stigers (Boise, 18 ottobre 1965) è un cantante statunitense.
Ha ottenuto numerosi successi nei primi anni '90, in particolare il successo internazionale I Wonder Why (1991), che ha raggiunto il n. 5 nel Regno Unito e il n. 9 negli Stati Uniti.

## Carriera
Stigers è nato a Boise, Idaho. Ha iniziato la sua carriera musicale da adolescente, suonando in gruppi rock e blues, oltre a ricevere una formazione in clarinetto e sassofono al liceo di Boise. Ha acquisito molta della sua motivazione per perseguire il jazz da jam session guidate da Gene Harris all'Idanha Hotel. La sua canzone Swingin' Down at Tenth and Main è un omaggio a quei tempi con Harris. Dopo aver conseguito il diploma, si trasferisce a New York City, con l'intenzione di diventare un musicista rock. Ma ha trascorso più tempo nei jazz club cantando e suonando il sassofono.
Il suo album di debutto, raggiunse vendite multi-platino. La sua combinazione di rock e soul è stata anche popolare nella colonna sonora del film Guardia del corpo, che conteneva la sua versione di What's So Funny 'Bout Peace, Love and Understanding di Nick Lowe. Concord Jazz ha pubblicato Baby Plays Around, un album che includeva Chris Minh Doky e Randy Brecker. Ha registrato molti altri album jazz per Concord prima di passare al sapore country di Let's Go Out Tonight con le cover delle canzoni di Steve Earle, Richard Thompson e Hayes Carll.
Ha lavorato con Elton John, Eric Clapton, Prince, Bonnie Raitt, Rod Stewart, The Allman Brothers Band e Joe Cocker. Ha cantato un duetto con Julia Fordham nella sua ri-registrazione di Where Does the Time Go? sull'album della compilation del 1998 The Julia Fordham Collection.
La sua canzone I Wonder Why ha raggiunto il n. 5 nella UK Singles Chart e il n. 9 nella United States Billboard Hot 100 chart nel 1991, mentre I'm All That Matters to Me ha raggiunto il n. 6 come single nel Regno Unito. Nel 2006, Stigers ha partecipato allo show televisivo della BBC Just the Two of Us, dove ha cantato con la giornalista Penny Smith. Era uno dei solisti di un concerto che celebrava il musical MGM durante la stagione dei Proms del 2009. La sua canzone This Life era per lo show televisivo americano Sons of Anarchy.  Ha anche cantato John the Revelator per il finale della prima stagione.